# 대구남동초등학교
대구남동초등학교(大邱南洞初等學校)는 대한민국 대구광역시 달성군에 있는 공립 초등학교이다.

## 연혁
- 1996-11-09 대구남동초등학교 설립 인가
- 1998-09-01 개교(18학급 편성)
- 2000-03-01~2002-02-28 시교육청 지정 에너지 절약 시범학교 운영(2년간)
- 2004-05-01~2006-04-30 교육인적자원부지정 사회복지사활용 연구학교 운영(2년간)
- 2004-10-14 운동장 우레탄 공사 준공식
- 2009-03-01~2010-02-28 교원능력개발평가 연구학교형 선도학교 운영(1년간)
- 2010-09-01 학생공감형 상담실 Wee Class 개소
- 2010-09-01~2011-02-28 교육과학기술부 지정 학교문화개선 선도학교 운영(6개월)
- 2011-03-01~2012-02-29 교육과학기술부 요청 생활지도(학교문화) 지정 정책연구학교(1년간)
- 2011-03-01~2014-02-28 창의경영학교(자율형) 지정 운영(3년간)
- 2012-03-01~2017-02-28 자율학교 지정 운영(5년간)
- 2012-03-01~2015-02-28 교육부 지정 창의ㆍ인성모델학교 운영
- 2013-02-15 제14회 졸업(졸업생 총 수 1,826명)
- 2013-03-01 24(1)학급 편성
- 2014-02-14 제15회 졸업(졸업생수 102명/ 총 1,928명)
- 2014-03-01 25(1)학급 편성
- 2015-02-13 제16회 졸업(졸업생수 102명/ 총 2,030명)
- 2015-03-01 24(1)학급 편성